# Liste der Naturdenkmale in Weiler bei Monzingen
Die Liste der Naturdenkmale in Weiler bei Monzingen nennt die im Gemeindegebiet von Weiler bei Monzingen ausgewiesenen Naturdenkmale (Stand 7. März 2024).

## Ehemalige Naturdenkmale
| Nr. | Bezeichnung                 | Lage                                | Beschreibung                                                  | Bild                                    |
| --- | --------------------------- | ----------------------------------- | ------------------------------------------------------------- | --------------------------------------- |
|     | Alte Linde am Lindenbrunnen | Brunnenstraße, Ecke Ringstraße Lage | Tilia sp., zugehörig der Brunnen; Rechtsverordnung aufgehoben | Direkt Bild zu diesem Denkmal hochladen |